# Patesi

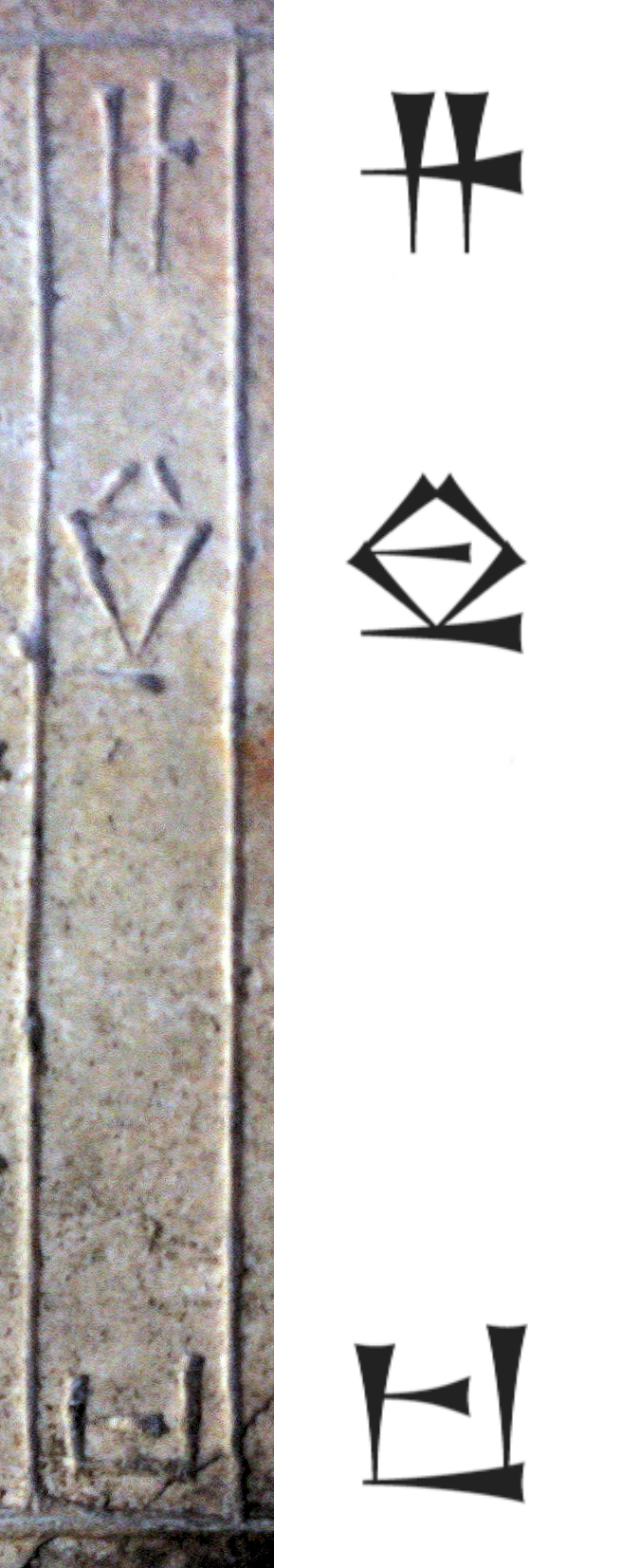
Escrita "PA.TE.SI" na tábua de Lugalanatum de Uma.

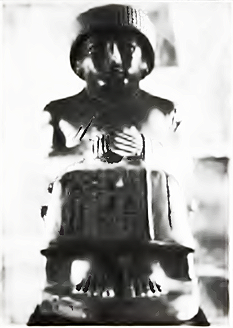
Estátua de Gudea, patesi de Lagas.

Patesi, na Mesopotâmia, ou ensi (em sumério: 𒑐𒋼𒋛; romaniz.: ensik; lit. "Senhor da lavoura") é um termo usado para designar o chefe político-religioso de dado império que viveu na região. O patesi alegava ser o vice-rei na terra de seu deus, e que ainda estava dentro do limite de seus próprios domínios. Uma inscrição confirma a sugestão de que não havia grande distinção entre os títulos de lugal e patesi.